# Edenburg (Südafrika)
Edenburg ist eine Stadt in der südafrikanischen Provinz Freistaat, etwa 80 Kilometer südlich von Bloemfontein. Im Jahr 2011 betrug die Einwohnerzahl 14.566.

## Geographie
Das heutige Stadtgebiet befindet sich auf dem Gelände der bis 1862 existierenden Rietfontein-Farm. Im östlichen Teil des Stadtgebietes verläuft die Schnellstraße N1, im westlichen Teil die Eisenbahnstrecke von Port Elizabeth nach Bloemfontain.

## Geschichte
Die Stadt wurde 1863 erstmals urkundlich erwähnt und erhielt im Jahr 1891 erstmals einen Stadtrat. Der Name Edenburg soll entweder biblischen Ursprungs sein oder auf die schottische Stadt Edinburgh zurückgehen.
Im Jahr 1892 wurde eine Niederländisch-reformierte Kirche (Nederduitse Gereformeerde Kerk) errichtet. Es gibt auch eine Kirche der Zeugen Jehovas (Kingdom Hall of Jehovah’s Witnesses).